# Anouk Vetter
Anouk Vetter (* 4. Februar 1993 in Amsterdam) ist eine niederländische Leichtathletin, die sich auf den Siebenkampf spezialisiert hat und auch beim Speerwurf und Weitsprung Erfolge zu verzeichnen hat.

## Berufsweg
Anouk Vetter studiert an der Radboud-Universität Nijmegen.

## Sportliche Karriere
Schon als 6-Jährige betrieb Vetter Leichtathletik.
2009 hatte sie ihren ersten internationalen Auftritt beim Europäischen Olympischen Jugendfestival (EYOF) in Tampere.
2010 errang Vetter als B-Juniorin ihren ersten nationalen Titel im Siebenkampf, holte als A-Juniorin 2011 und 2012 zwei weitere nationale Titel und war im Speerwurf 2012 Landesmeisterin in dieser Altersklasse.
2015 belegte Vetter den achten Platz bei den Halleneuropameisterschaften in Prag im Fünfkampf mit persönlicher Bestleistung von 4548 Punkten im Finale und kam bei den Weltmeisterschaften in Peking auf den 12. Platz.
2016 wurde Vetter in ihrer Geburtsstadt Amsterdam Europameisterin im Siebenkampf und stellte mit 6626 Punkten einen neuen Landesrekord auf. Bei den Olympischen Spielen in Rio de Janeiro erreichte sie den zehnten Platz. Bei den Weltmeisterschaften 2017 in London gewann sie die Bronzemedaille im Siebenkampf.
2021 erreichte sie bei den Olympischen Sommerspielen in Tokio mit neuem Landesrekord von 6689 Punkten den zweiten Platz.

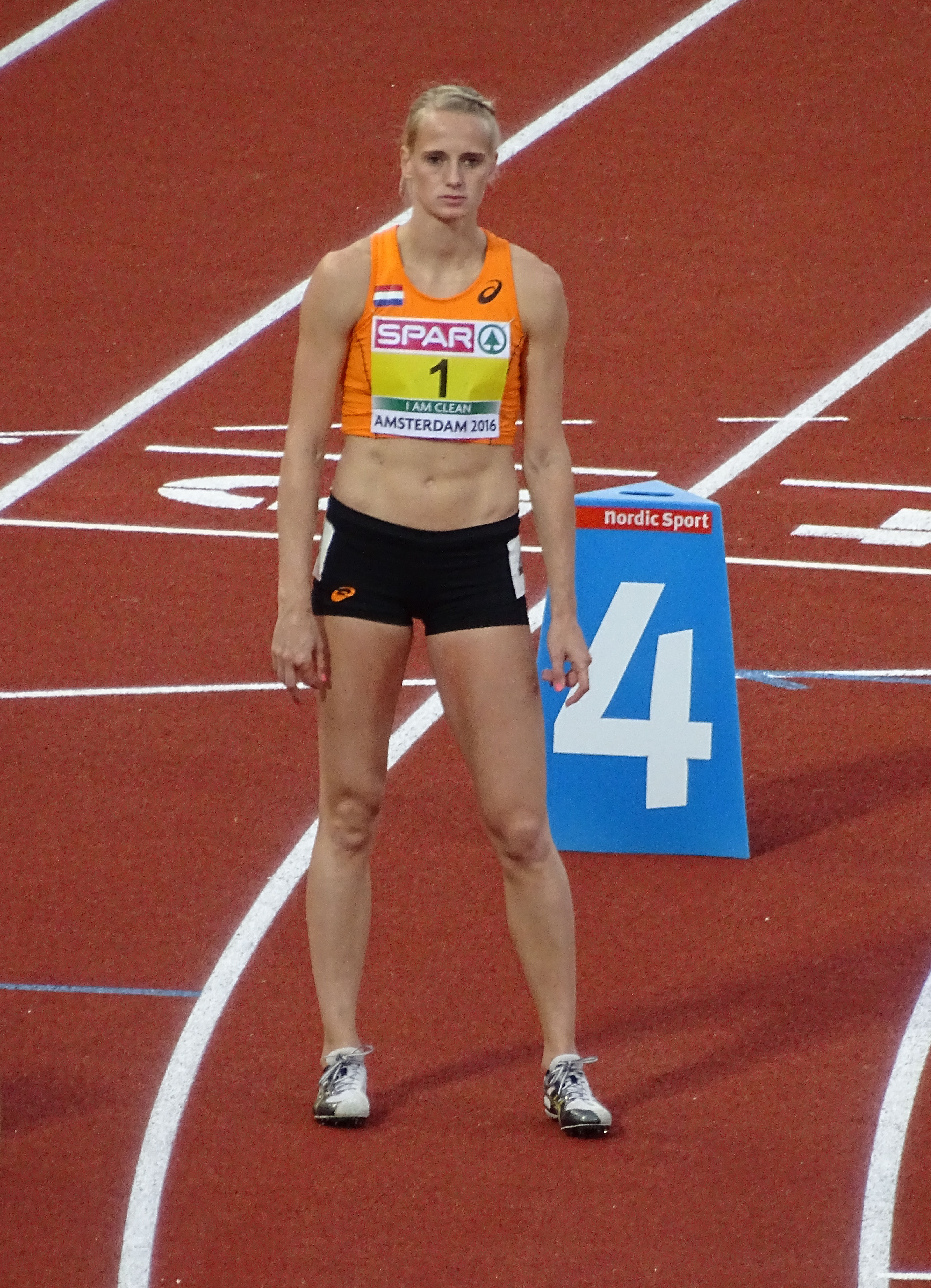
Vetter vor dem 800-Meter-Lauf bei den Europameisterschaften 2016 in Amsterdam

Im Mai 2022 gewann Anouk Vetter in Österreich das Mehrkampf-Meeting Götzis mit 6693 Punkten.
Anouk Vetter startet seit 2014 für die Atletiekvereniging Sprint (A.V. Sprint) in Breda und war zuvor im Amsterdamse Atletiek Combinatie (AAC).
Bestleistungen
Halle: 4548 Punkte (Fünfkampf; Halleneuropameisterschaften 2015 in Prag)
Freiluft: 6636 Punkte (Siebenkampf; Weltmeisterschaften 2017 in London)

## Erfolge
national
- 2010: Hallen-B-Juniorenmeisterin (Fünfkampf)
- 2010: B-Juniorenmeisterin (Siebenkampf)
- 2011: A-Juniorenmeisterin (Siebenkampf)
- 2012: A-Juniorenmeisterin (Speerwurf)
- 2012: A-Juniorenmeisterin (Zehnkampf)
- 2016: Hallenmeisterin (Weitsprung)

international
- 2009: Teilnahme Europäisches Olympisches Jugendfestival (Speerwurf, 4 × 100 m)
- 2011: Teilnahme U20-Europameisterschaften (Siebenkampf)
- 2012: Teilnahme Juniorenweltmeisterschaften (Siebenkampf)
- 2013: Teilnahme U23-Europameisterschaften (Siebenkampf)
- 2014: 7. Platz Europameisterschaften (Siebenkampf)
- 2014: 9. Platz Mehrkampf-Meeting Götzis (Siebenkampf)
- 2015: 8. Platz Halleneuropameisterschaften (Fünfkampf)
- 2015: 6. Platz Mehrkampf-Meeting Götzis (Siebenkampf)
- 2015: 12. Platz Weltmeisterschaften (Siebenkampf)
- 2016: 8. Platz Mehrkampf-Meeting Götzis (Siebenkampf)
- 2016: Europameisterin (Siebenkampf)
- 2016: 10. Platz Olympische Sommerspiele (Siebenkampf)
- 2021: 2. Platz Olympische Sommerspiele (Siebenkampf)